# Lex plus quam perfecta
Lex plus quam perfecta (dosł. prawo bardziej niż doskonałe) – norma prawna opatrzona sankcją represyjną (karną) oraz sankcją nieważności. Oznacza to, że postępowanie sprzeczne z tym, co nakazuje lub czego zakazuje określona norma, spotyka się ze ściganiem przez organy wymiaru sprawiedliwości (sankcja karna), a same skutki postępowania zostaną cofnięte (sankcja nieważności). 
Przykładowo zawarcie małżeństwa przez osobę będącą już w związku małżeńskim (bigamia) uruchamia podwójne negatywne skutki. Osoba taka podlega odpowiedzialności karnej, a małżeństwo późniejsze jest nieważne, chyba że pierwsze ulegnie rozwiązaniu (konwalidacja).